# Lorenzo Pedrotti
Lorenzo Pedrotti (Voghera, 25 gennaio 1986) è un attore italiano.

## Biografia
Lorenzo Pedrotti inizia a recitare in vari film horror come Imago mortis di Stefano Bessoni e Giallo di Dario Argento. È per la prima volta protagonista nel film sperimentale Krokodyle, sempre di Bessoni.
Nel 2012 interpreta il ruolo del protagonista Simone, a fianco di Peppe Servillo, nella pellicola Paura, diretta dai Manetti Bros..
È poi protagonista di E fu sera e fu mattina, uno dei maggiori successi nella storia del cinema indipendente italiano: il film è finanziato a basso costo col crowdfunding e portato in giro di sala in sala dal regista. 
Nel 2017 partecipa al film Tutti i soldi del mondo di Ridley Scott dove interpreta il capo delle Brigate Rosse

## Filmografia
- Come prima, regia di Mirko Locatelli (2004)
- Imago mortis, regia di Stefano Bessoni (2008)
- Il primo giorno d'inverno, regia di Mirko Locatelli (2008)
- Giallo, regia di Dario Argento (2009)
- Krokodyle, regia di Stefano Bessoni (2010)
- Paura, regia dei Manetti Bros. (2012)
- Canti della Forca, regia di Stefano Bessoni (2013)
- E fu sera e fu mattina, regia di Emanuele Caruso (2014)
- I Medici (Medici: Masters of Florence) – serie TV, episodio 1x08 (2016)
- L'ispettore Coliandro serie TV, episodio 5x03 (2016)
- Tutti i soldi del mondo, regia di Ridley Scott (2017)
- Made in Italy, regia di Luciano Ligabue (2018)
- La terra buona regia di Emanuele Caruso (2018)
- Cronofobia, regia di Francesco Rizzi (2018)
- Il colpo del cane, regia di Fulvio Risuleo
- Rocco Schiavone 4, regia di Simone Spada - serie TV, episodio 4x02 (2021)
- Diabolik, regia dei Manetti Bros. (2021)